# Харченко Володимир Михайлович
Володимир Михайлович Харченко (нар. 20 червня 1963, м. Тернопіль, нині Україна) — український архітектор. Член Національної спілки архітекторів України (2010), правління Тернопільської обласної організації НСАУ. Орден Данила Галицького (2018).

## Життєпис
Володимир Харченко народився 20 червня 1963 року у місті Тернополі.
Закінчив архітектурний факультет Львівського політехнічного інституту (1989). Працював архітектором та керівником групи Тернопільського філіалу Державного проєктного інституту «Львівський промбудпроект» (1989—1992), заступником головного архітектора м. Тернополя (1992—2011), заступником начальника управління містобудування та архітектури Тернопільської ОДА (2011), від 2011 — головний архітектор Тернопільської області.